# Élelmiszerbank

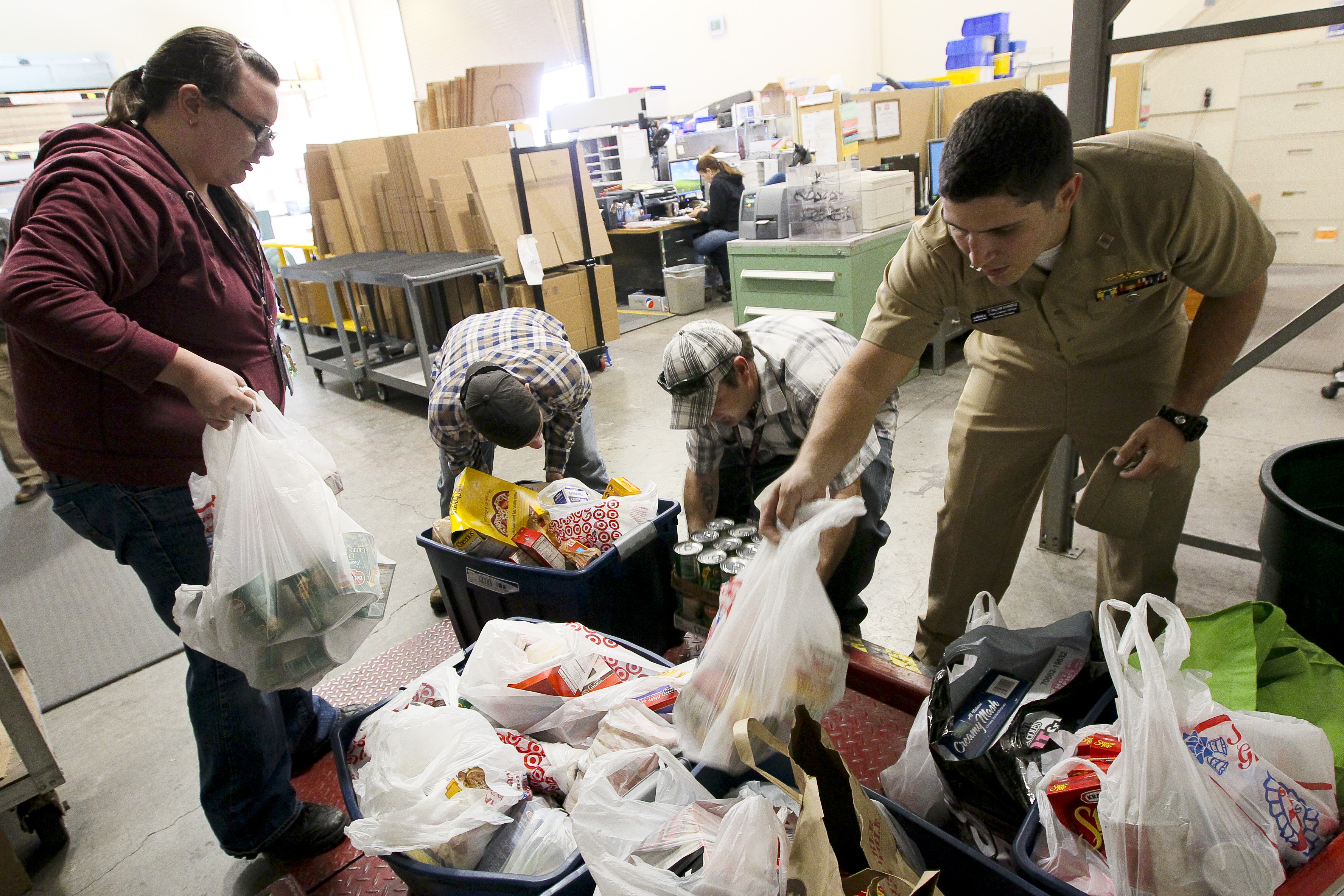
Önkéntesek gyűjtik az élelmiszer-adományokat

Az élelmiszerbank olyan nonprofit szervezet, amely eljuttatja a termelőknél, kereskedőknél összegyűlt felesleges, de fogyasztható élelmiszereket a rászorulókhoz, hogy ezzel is hozzájáruljon a szegénység, az éhezés és az alultápláltság csökkentéséhez.

## Élelmiszerbankok világszerte

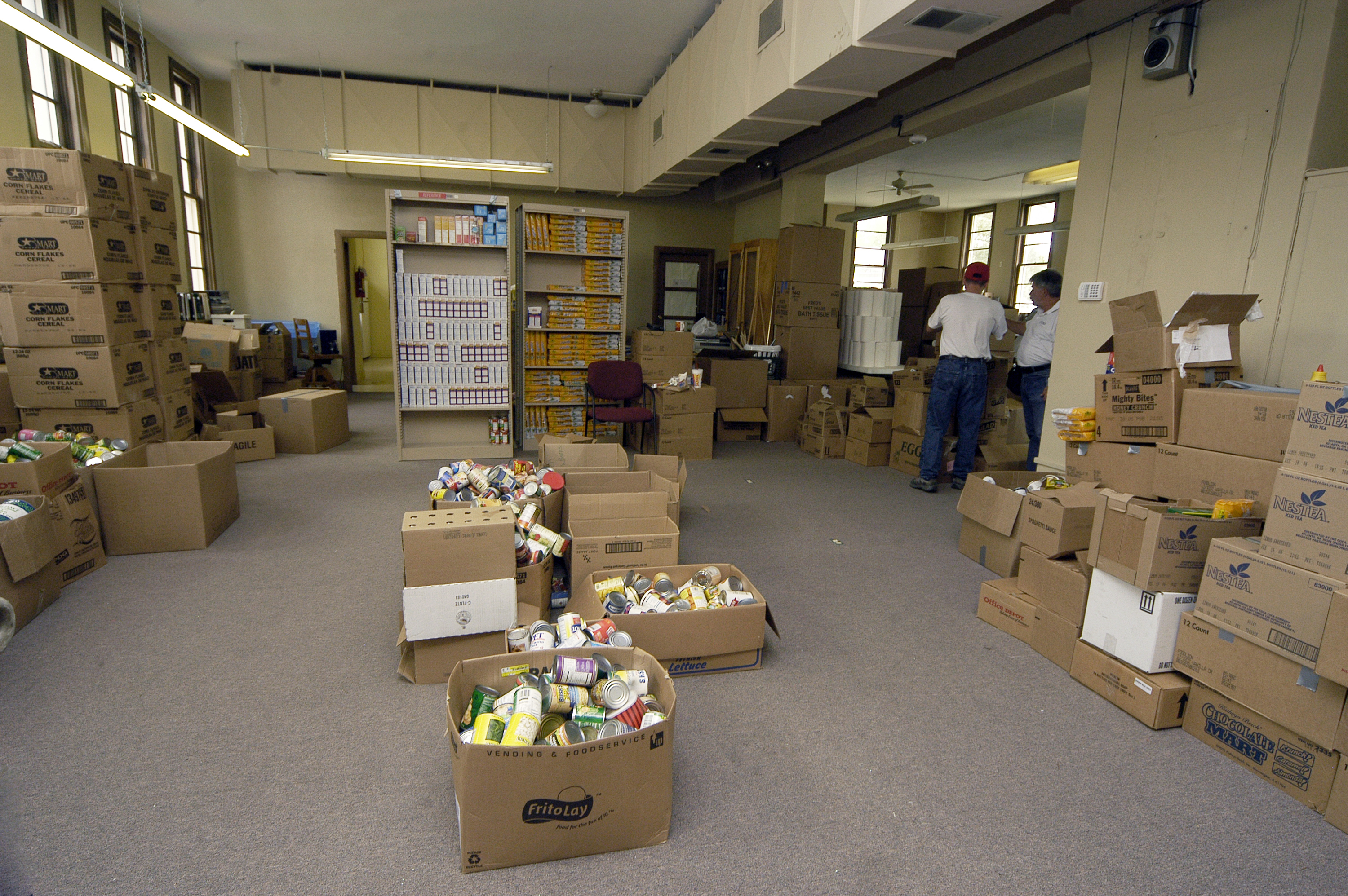
Amerikai élelmiszerbank raktára

1966-ban az Amerikai Egyesült Államokban alapították az első élelmiszerbankot. Azóta a világ számos országában jött létre ilyen szervezet, hogy a rászoruló emberek millióinak segítse az életét.
Az Élelmiszerbankok Európai Szövetsége 21 országban 247 élelmiszerbankot foglal magába, amelyek közel 400 000 tonna élelmiszert osztanak szét évente mintegy 25 000 karitatív szervezet részére, ezáltal összesen körülbelül 4,7 millió rászoruló emberhez jut el az ingyenes adomány.

## Élelmiszerbank Magyarországon
A Magyar Élelmiszerbank Egyesület 2005 szeptemberében a fővárosban kezdte meg működését (Budapesti Élelmiszerbank Egyesület néven), majd a tevékenységét hamarosan kiterjesztette vidékre is. 2006 májusában 8 hónapos ideiglenes tagság után az Európai Élelmiszerbankok Szövetségének teljes jogú tagja lett.
A Tesco, a Metro, az Auchan, a Penny Market és a Coop központjával folyamatosan együtt dolgoznak. Közel száz millió forint éves költségvetéssel, nyolc alkalmazottal és húsz önkéntessel működnek. A munkájukat saját raktár, hűtőház és kisteherautók segítik.
2013-ig összesen több mint 300 000 embert segítettek 200-nál több civil szervezeten és önkormányzaton keresztül. Az összegyűjtött élelmiszerek kb. egyharmada tészta, másik egyharmada liszt és rizs.
2014-ben kb. 1600 tonna, a következő évben 2600 tonna élelmiszert gyűjtöttek össze és juttattak el a rászorulóknak.

## Az élelmiszerbank tevékenysége Magyarországon
Az élelmiszerbank nem segélyez magánszemélyeket, hanem közvetítőként működik az élelmiszer-felesleggel rendelkező és adományozó vállalatok, valamint a rászorulókat közvetlenül kiszolgáló szervezetek között.
Az önkéntesek megkeresik az áruházakban és a feldolgozóüzemekben azokat az élelmiszerkészleteket, melyek valamiért nem hozhatók kereskedelmi forgalomba és megsemmisítés előtt állnak, de minőségileg fogyaszthatók, majd az élelmiszerbank adomány formájában eljuttatja a karitatív szervezetekhez és önkormányzati intézményekhez, melyek szétosztják a rászorulók között.
A karácsony előtti időszakban lakossági élelmiszergyűjtést szervez az élelmiszerbank. Ilyenkor az önkéntesek több áruházláncban boltonként közel egy tonna adomány gyűjtenek össze, melyet a közelben élő rászoruló családoknak juttatnak el. Az akciót előadóművészek, tévés személyiségek is támogatják, ezzel növelve a szervezet tevékenységének ismertségét.